# Stretch (Unternehmen)
Stretch ist ein US-amerikanischer Halbleiterhersteller mit Sitz in Fremont (Kalifornien) und Niederlassungen in Japan und Deutschland. Die Firma wurde im März 2002 als Startup-Unternehmen gegründet und entwickelte einen konfigurierbaren Prozessor und die zugehörigen Entwicklungstools. Seither stellt Stretch die S5000-Prozessorserie selber her. 2007 wurde die Nachfolgeserie S6000 vorgestellt.
Die Prozessoren von Stretch sind via Software konfigurierbar, sodass einige Teile des Prozessors zur Laufzeit wie ein FPGA programmiert werden können. Software für die beiden Prozessorserien wird in den gängigen Programmiersprachen C und C++ programmiert.
Seit 2008 werden auch mehrkanalige Videograbber und DVR-Karten unter eigenem Namen produziert und vertrieben, die teilweise auf der eigenen Prozessorserie aufbauen.